# 팅커벨 (영화)
《팅커벨》(Tinker Bell)은 2008년 공개된 미국의 애니메이션 영화이다. 미국에서는 2008년 10월 28일에 DVD가 발매되었다.